# Штурм Фредериксодде
Штурм Фредериксодде (швед. Stormningen av Frederiksodde) — одно из сражений датско-шведской войны (1657—1658), произошедшее 24 октября 1657 года. Шведские войска взяли штурмом датскую крепость Фредериксодде (совр. Фредерисия).

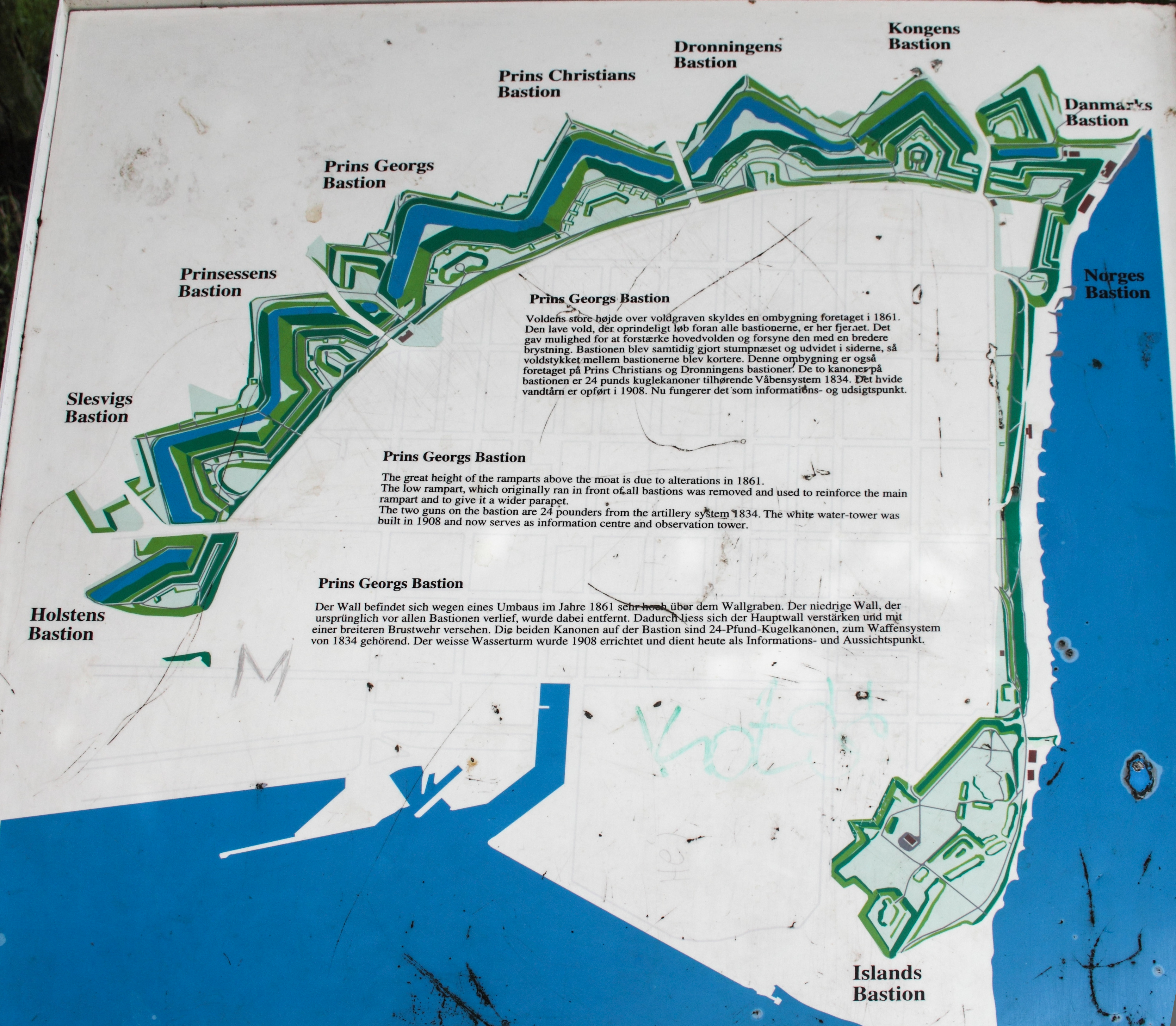
Карта бастионов крепости

24 августа 1657 года шведская армия Врангеля прибыла к Фредериксодде и стала проводить осадные работы и устанавливать пушечную батарею. Армии опытных солдат противостояла крепость с гарнизоном в 5-6000 человек, среди которых было около 2000 мобилизованных плохо обученных крестьян. Боевой дух осажденных солдат крепости также был очень низким. 
После неудачи в морском сражении у Мёна шведский король Карл X Густав был вынужден отказаться от плана высадки своих войск на датские острова со стороны Висмара и решил перебросить шведскую армию на остров Фюн со стороны Фредериксодде. Для этого необходимо было захватить саму крепость, контролировавшую проход по Малому Бельту.
22 октября из-под Кракова прибыли три пехотных полка, и в распоряжении Врангеля стало 4500 солдат. 23 октября на военном совете было решено на следующий день за час до восхода солнца попытаться предпринять общий штурм крепости. Ранее инженер Эрик Дальберг несколько раз подбирался прямо к крепостному валу в поисках слабых мест. План штурма 24 октября был следующим: три пехотные штурмовые колонны должны были атаковать уязвимые места крепости, в то время как кавалерия должна была обойти крайний полубастион, расположенный у моря, по воде.
В 5 часов утра был подожжен набитый соломой крестьянский дом, что стало сигналом, и три штурмовые колонны двинулись вперёд. Шведы смогли легко перебежать сухие рвы, поднялись на валы и стали приставлять лестницы к крепостной стене. Датские защитники оборонялись, бросая ручные гранаты. 
Первая колонна быстро достигла цели, прорвала Зеебергские ворота и овладела Ольденбургским бастионом. Гольштейнский бастион также попал в руки шведов после короткого, но кровопролитного боя. 
Атака шведов на Королевские ворота сначала провалилась, поскольку взорвать их с помощью петарды — металлической трубки, наполненной порохом — не получилось. Только со второго раза произвели взрыв, и тяжелые ворота с грохотом отлетели в сторону датчан. Шведы ворвались в крепость и стали без разбора убивать всех, кого встречали.
У ближайшего к морю полубастиона, самого слабого места крепости, шведская кавалерия смогла объехать по воде первые два ряда частокола; у третьего было слишком глубоко, поэтому плотники быстро прорубили брешь в частоколе, и кавалерия смогла ворваться в город. Оборона быстро рухнула, и датчане в панике бежали. Лишь 500 ютландских драгун, сражавшиеся в северной части города, не захотели сдаваться и сражались до последнего человека. 
Датский комендант крепости Андерс Билле был ранен и отступил с остатками гарнизона в цитадель, но после получасового боя сдался вместе с 2300 человек. В семь часов утра, всего через два часа боя, Фредериксодде оказался в руках шведов. 
После завоевания город подвергся разграблению. Шведом досталось 76 артиллерийских орудий разного калибра, 4000 пик, 1520 мушкетов и 1100 палашей. На складе боеприпасов крепости было обнаружено 7700 ядер и более 1,5 тонн пороха.
После захвата Фредериксодде шведы начали серьезную подготовку к форсированию Малого Бельта и высадке на Фюн.